# もころん
もころんは、小田急電鉄が使用するマスコットキャラクター。「子育て応援」をテーマとしており、2023年8月にデビューした。小田急電鉄の登録商標(第6806355号、第6833534号)。

## 誕生の経緯
小田急電鉄では子育て世代の利用促進や沿線移住を目指して、2021年に「子育て応援ポリシー」を打ち出し、2022年からは「子育て応援車」の設定や
ICカード乗車券での小児運賃を一律50円とするなどの施策を導入した。こうした取り組みの一環という形で、「子育て応援を象徴するマスコット」として制定された。

## キャラクターについて

### デザイン・名称
デザインはウサギをモデルとしており、名称は「もこもこな容姿」「小田急・お子さま・応援の頭文字3つのアルファベット"O"を入れる」「ロマンスカーとの語呂合わせ（ろん）」から決められた。また色は、ブランドカラーの青を主体として、ロマンスカーに伝統的に使用されているオレンジ色を尾や手足に配している。

### 設定
チャームポイントは「もこもこしているところ」で、趣味は「電車を見たり、乗ったりすること／お出かけしてたくさん学ぶこと」。ロマンスカー（小田急70000形電車）をモチーフとした「おきにいり」のポシェットを肩にかけている。目と耳で「いつも楽しいことをさがして」おり、外出（おでかけ）が好きで、空・花・虫・鳥を見ると「ワクワク」する。

## 反響
2024年12月には、LINEヤフーが検索実績等のビッグデータに基づく分析により抽出した「2025年にヒットが期待されるキーワード10点」の1つに選ばれた。この発表の中で、もころんには「男女全年代から幅広く検索されている」というコメントが付されている。

## もころん号

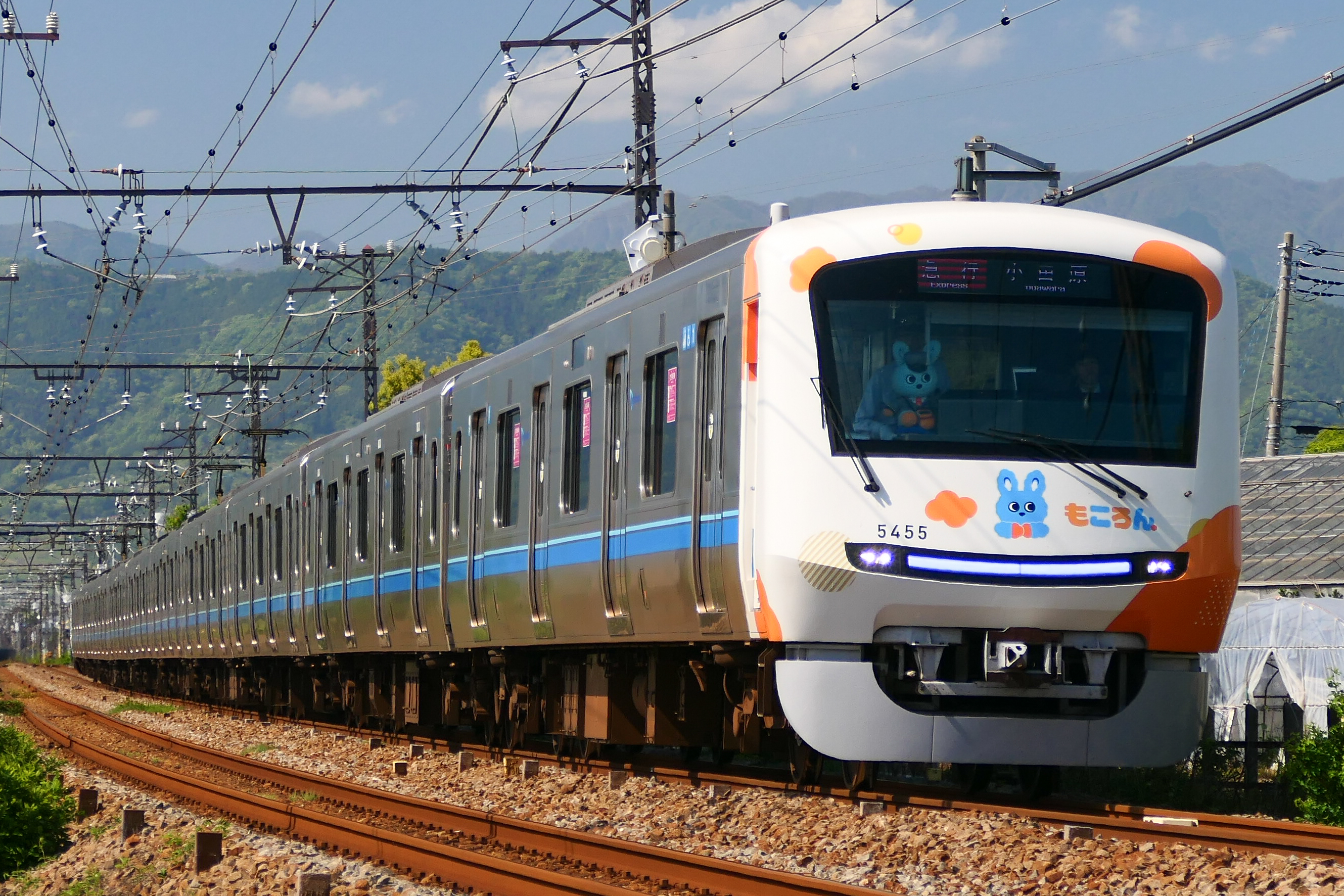
初代もころん号

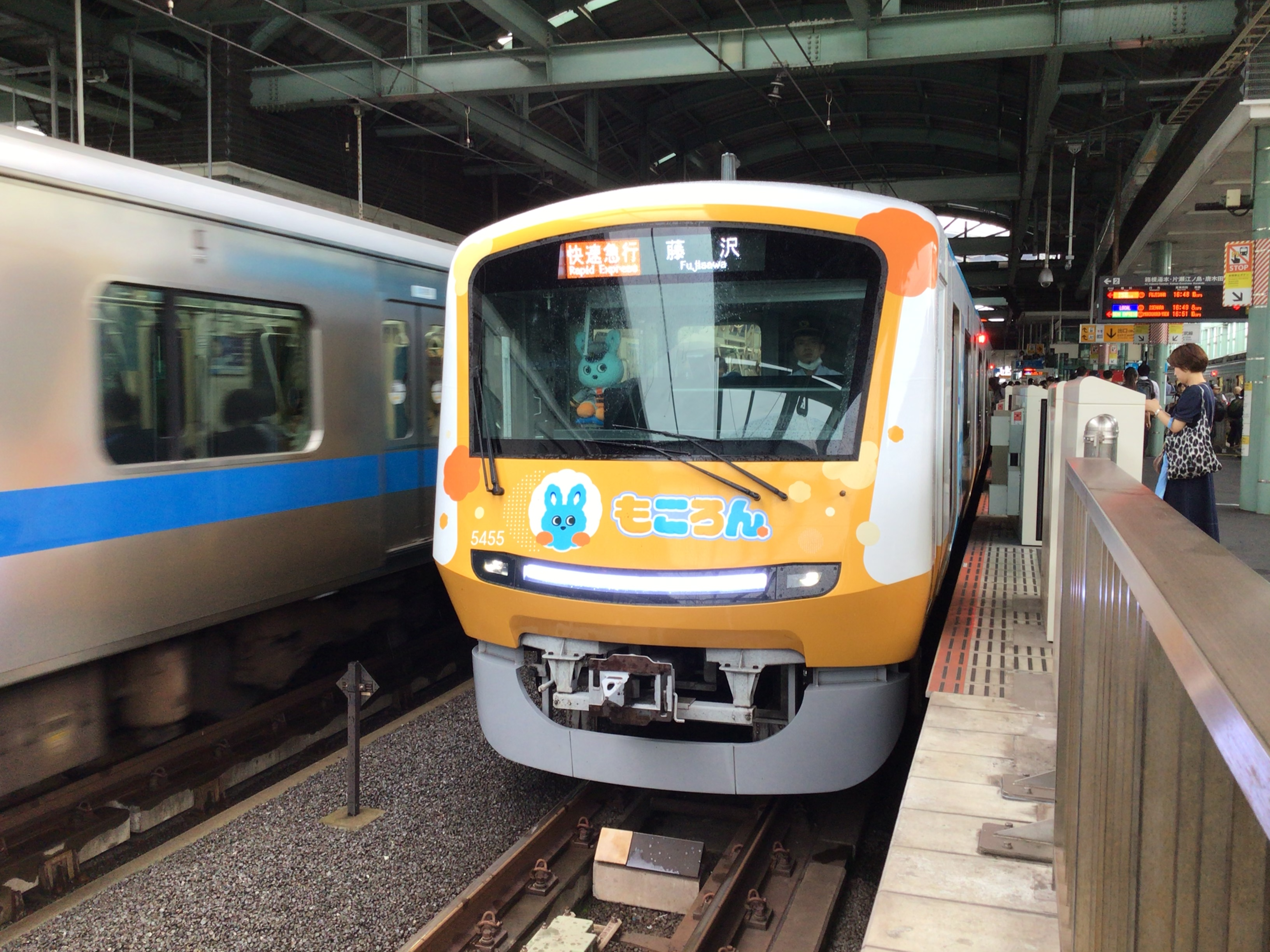
第二代もころん号

2023年11月29日より、5000形電車5055編成の前面部分にラッピングがされ、「もころん号」として運転を開始した。
2024年5月31日に初代の「もころん号」の運行を終了してリニューアルを施し、2024年6月4日に改めて第二代「もころん号」として運行を再開した。「もころん号」の運行期間は当初2024年5月までの限定としていたが、評判がよかったことからイラストを増やすリニューアルの上で期間延長に踏み切ったと報じられており、10両編成のうち、1 - 5号車と6 - 10号車で内装のイメージをそれぞれ「夕空」「朝空」と分けている。2024年10月19日には唐木田駅でイベント・グッズ販売、2024年10月27日には、『もころん号』の乗車ツアー&撮影会が行われた。

## 楽曲
2024年8月、デビュー1周年を記念してテーマソング『今日もどこかへでかけよう』が制作・発表され、振り付けの入ったミュージックビデオも公開された。楽曲制作は8ACHI 6OCKS!!所属のアーティスト（作曲：中村和明・作詞：中神玲・ボーカル：沼田梨花）が担当している。